# Michał Powałka
Michał Powałka (ur. 12 lutego 1984 w Czeladzi) – polski malarz, grafik i rysownik tworzący w nurcie psychorealizmu.

## Życiorys
W 2009 roku uzyskał stopień magistra sztuki po ukończeniu dyplomu głównego (seria ilustrowanych książek „Opowiadania Niebiańskiego Zakonu”) w pracowni Ilustracji i rysunku użytkowego profesora Tomasza Jury oraz aneksu („Siatka pomieszczeń”) w pracowni malarskiej Zbigniewa Blukacza na Akademii Sztuk Pięknych w Katowicach na wydziale Grafiki o specjalności Projektowanie Graficzne. Jest autorem pracy magisterskiej pt. „Ilustracja książki Europejskiej – Źródła jej kreacji” u doktor Doroty Głazek. W latach 2003–2004 uczęszczał na roczne studia na Wydziale Grafiki w Wyższej Szkole Sztuki i Projektowania w Łodzi (projektowanie graficzne i fotografia).

## Twórczość
Tworzy malarstwo olejne. Centralnym obszarem jego twórczości jest psychologia i psychoanaliza. Swoje kompozycje malarskie tworzy w nurcie psychorealizmu, surrealizmu i symbolizmu stawiając człowieka w centrum ideowych i artystycznych rozważań. W jego twórczości widać silny wpływ ilustracji i grafiki. 

### Powalka Gallery
Powalka Gallery to forma rodzinnej działalności artystycznej założonej przez Jana Powałkę (ojca), Krzysztofa Powałkę (brata) i Michała Powałkę.

### Wybrane obrazy
- "Próba Sił I"[8][9], "Próba Sił II", "Bracia Kintsugi"[10] - To wspólne projekty malarskie braci Powałków.
- "Via Crucis" (14 Stacji drogi krzyżowej)[11][12], które znajdują się aktualnie w Kościół Matki Bożej Łaskawej i św. Wojciecha w Łowiczu należący do zakonu Pijarów - to projekt malarski wykonany przez braci na przestrzeni 3 lat (2019 - 2022)[13]
- "Hominis Fatum"[14] to pierwszy wielkoformatowy obraz Michała

## Konkursy, nagrody, wyróżnienia
- Laureat nagrody miasta Czeladź w dziedzinie kultury i sztuki, 2022[15]
- Laureat konkursu (2 miejsce) American Art Awards w Kategorii "Surrealizm", 2018[16]
- Laureat konkursu (2 miejsce) American Art Awards w Kategorii "Futuristic", 2018[17]
- Laureat konkursu (4 miejsce) American Art Awards w Kategorii "Oil Human Figure", 2018[18]
- Laureat konkursu (1 miejsce) American Art Awards w Kategorii "Expressionism Human Figure", 2018[19]
- Laureat konkursu (3 miejsce) American Art Awards w Kategorii "Erotic - Female", 2017[20]
- Laureat konkursu (2 miejsce) American Art Awards w Kategorii "Oil Human Figure", 2017[21]
- Zaklasyfikowany do „Premio Internazionale Tokio” zorganizowanego przez Centro Diffusione Arte – Palermo, Włochy 2011
- Laureat konkursu (2 miejsce) w VII Trienale Sztuki Sacrum w Częstochowie, 2010[22]
- Stypendium za najlepsze wyniki w nauce na Akademii Sztuk Pięknych w Katowicach, 2009.
- Laureat konkursu (3 miejsce) na logo EUROSAI Kongresu Europejskiej Organizacji Najwyższych Organów Kontroli, 2006.

## Wystawy indywidualne
- 2024 / Psychorealizm – M. K. Powałka / Galeria Ateneum / Katowice[23]
- 2023 / Mesmeryzm. Magnetyzm sztuki – M. K. Powałka / Galeria Tichauer / Tychy[24]
- 2023 / Malarstwo M. K. J. Powałka / Muzeum Historyczne w Sanoku[25]
- 2023 / Malarstwo M. K. Powałka / GSW Elektrownia / Czeladź[26]
- 2022 / Via Crucis Powałka / Centrum Praskim Koneser / Warszawa[27]
- 2021 / Malarstwo K. M. J. Powałka / Galeria Sztuki „Zamek” / Szczecinek[28]
- 2020 / „The Sacred Truth of Figuration”, Secret Art Ltd. / wystawa online / artsy.net[29]
- 2019 / Malarstwo - M. K. J. Powałka / Galeria BCK / Brzeg (PL)[30]
- 2018 / „M. K. Powałka Obrazy” / Galeria "Na żywo" Radio Katowice / Katowice[31]
- 2018 / „M. K. Powałka Obrazy” / Galeria Sztuki “Wieża Sztuki” / Kielce[32]
- 2018 / „Oś czasu IV” / Zespół Klasztorny Ponorbertański / Hebdów
- 2018 / „Oś czasu III” / Galeria sztuki Vivid / Wrocław[33]
- 2018 / „Oś czasu II” / Bolesławiecki Ośrodek Kultury / Międzynarodowe Centrum Ceramiki / Bolesławiec[34]
- 2017 / „Próba Sił” / GSW Elektrownia / Czeladź[35]
- 2017 / „Oś czasu” / Galeria Sztuki, officyna art & design / Warszawa[36]
- 2013 / Wystawa Rysunku, Ilustracji i Malarstwa Powalka Gallery / Galeria “Odeon” / Czeladź
- 2012 / „Zoolandia” / disco pub “NEW MAGAZINE” / Massafra
- 2012 / „Zoolandia” / Galeria “MISCELANEA” / Barcelona[37]
- 2009 / EXPO SPOSA / Sant’Agostino Church / Massafra
- 2007 / „Malarstwo i ilustracja" / Galeria Sztuki przy Starostwie Powiatowym / Będzin
- 2006 / Wystawa Malarstwa „Exlibris" / Miejska Biblioteka / Czeladź

## Wystawy zbiorowe
- 2024 / „Człowiek nieoczywisty” - Michał Powałka, Krzysztof Powałka, Sylwester Stabryła, Jan Szczepkowski / GSW Elektrownia / Czeladź[38]
- 2024 / „Sztuka Fantastyczna w Warszawie” III edycja / Muzeum Sztuki Fantastycznej / Warszawa[39]
- 2022 / „Sztuka Fantastyczna w Warszawie” I edycja / Muzeum Sztuki Fantastycznej / Warszawa
- 2022 / „Magical Dreams VI” / Hopfenmuseum / Wolnzach[40]
- 2022 / „Magical Dreams VI” / Centrum Promocji Kultury w Dzielnicy Praga-Południe / Warszawa[41]
- 2022 / „Dwoistość spojrzenia” / Galeria Sztuki Współczesnej Elektrownia / Czeladź[42]
- 2022 / „Dwoistość spojrzenia” / Nadbałtyckiego Centrum Kultury / Gdańsk[43]
- 2022 / „Kobieta” Współczesne artystki i artyści pamięci Anny Bilińskiej / Muzeum im. Jacka Malczewskiego / Radom[44]
- 2021 / „Magical Dreams VI” / Bator Art Gallery / Szczyrk
- 2021 / „Triangulum” / GSW Elektrownia / Czeladź[45]
- 2020 / „Percepcja Koła” / GSW Elektrownia / Czeladź[46]
- 2020 / „Percepcja Koła” / Centrum Kultury 105 Bałtycka Galeria Sztuki / Koszalin[47]
- 2020 / „Percepcja Koła” / Galeria Zamek / Szczecinek[48]
- 2020 / „Percepcja Koła” / Nadbałtyckie Centrum Kultury / Gdańsk[49]
- 2020 / Targi sztuki BAF / Modern & Contemporary Art Fair / Bergamo
- 2020 / Wystawa malarstwa Grupy "Message" / Galeria Sztuki Współczesnej Elektrownia / Czeladź
- 2020 / Mater, Pater et Filius., Secret Art Ltd. / online - artsy.net
- 2020 / NEW ARRIVALS / SUMMER SALE 2020, Secret Art Ltd. / online / artsy.net
- 2020 / The Contemporary Portraits, Secret Art Ltd. / online / artsy.net
- 2020 / TO ART or NOT TO ART / The Fitzrovia Gallery / Secret Art Ltd. London[50]
- 2020 / ART in TIME of EMERGENCY / Secret Art Ltd. / Cremona
- 2019 / Grupa „Message” / Galeria Sztuki w Zespole Szkół Plastycznych, Dąbrowa Górnicza
- 2019 / SECRET ART SHOW / LONDON AUTUMN 2019 / Secret Art Ltd., Londyn[51]
- 2019 / Apartment Artists Collection # 1 / Collective exhibition at Apartment Art Gallery London / Secret Art Ltd., Londyn[52]
- 2019 / Targi sztuki / Secret Art Society at Arte Parma 2019 / Secret Art Ltd.
- 2019 / Targi sztuki / Secret Art Society at Arte Padwa 2019 / Secret Art Ltd.
- 2019 / „Secret Art Show” / Milan Spring 2019, Secret Art Ltd., Mediolan[53]
- 2019 / „Dualitatem Mundi”/ „Dwoistość świata” / GSW Elektrownia, Czeladź[54]
- 2019 / „Dualitatem Mundi”/ „Dwoistość świata” / Klub pod Kolumnami, Wrocław
- 2018 / „The Time” / Temple of Dreams Museum & Gallery / Warszawa
- 2017 / „Four Seasons Art Fair” / Loods 6 / Amsterdam
- 2017 / „Metamorfoza” / Galeria Sztuki Współczesnej / Kołobrzeg
- 2017 / „Metamorfoza” / Zespół Szkół Plastycznych im. Józefa Brandta / Radom
- 2017 / „Metamorfoza” / Centrum Kultury Browar B / Włocławek[55]
- 2017 / „Metamorfoza” / Nadbałtyckie Centrum Kultury / Gdańsk[56]
- 2011 / „Free Port of Art” / Wystawa zbiorowa CEI contemporary and visual art / Triest[57]
- 2011 / „Vicinanze Urbane” / zbiorowa wystawa w przestrzeni starego miasta / Massafra
- 2010 / 7.Triennale Sztuki Sacrum. Dom w sztuce młodych / Galeria Miejska / Częstochowa[58]
- 2010 / Wystawa malarstwa / Atrio Ufficio Anagrafe / Massafra
- 2009 / „Pomiędzy” / Galeria Sztuki „Odeon” / Czeladź
- 2006 / „12,6 mkw” / wystawa zbiorowa “ Dr. Lesław Tetla Group”, GCK / Katowice
- 2003 / „Młodzi z tąd” / Galeria Sztuki „Odeon” / Czeladź